# Сен-Режан, Пьер Робино де
Пьер Робино́ де Сен-Режа́н (фр. Pierre Robinault de Saint-Régeant) по прозвищу Пьеро́ (фр. Pierrot; 30 сентября 1766, Ланрела — 20 апреля 1801, Париж) — шуанский офицер во время Французской революции. Один из заговорщиков, участвовавших в покушении на Наполеона Бонапарта.

## Биография
Начинал военную службу в качестве морского офицера. С 1794 года — организатор антиправительственного сопротивления в районе Сен-Меана в Бретани на северо-западе Франции, которое он возглавлял вплоть до 1800 года. В октябре 1800 года направился в Париж вместе со своим товарищем Жозефом Пико де Лимоэланом с целью организации покушения на первого консула Наполеона Бонапарта. 24 декабря 1800 года на улице Сен-Никез в Париже состоялось покушение при помощи взрывного устройства, в котором Наполеон чудом избежал смерти. Сен-Режан был арестован и казнён на гильотине 20 апреля 1801 года.